# Otinotus transversus
Otinotus transversus är en insektsart som beskrevs av William Lucas Distant. Otinotus transversus ingår i släktet Otinotus och familjen hornstritar. Inga underarter finns listade i Catalogue of Life.